# أبو الحجاج يوسف الزياني
 أبو الحجاج يوسف  سلطان الدولة الزيانية الحادي عشر بتلمسان حكم حوالي سنة واحدة. اشتهر بابن الزابية.

## اسمه ونسبه
أبو الحجاج يوسف بن أبي حمو موسى بن أبي يعقوب يوسف بن أبي زيد عبد الرحمن بن أبي زكريا يحي بن يغمراسن بن زيان العبدوادي الزناتي. ولد سنة 769 هـ 1367 م.

أمه خولة بنت يحي الزابي من ذرية عبد المؤمن بن علي الموحدي، تزوجها أبو حمو الثاني بميلة.

## حكمه
بويع بتلمسان منسلخ جمادى الأولى سنة 795 هـ الموافق للثاني عشر من أبريل سنة 1393 م بعد انتصاره على ابن أخيه السلطان أبي ثابت الثاني. وقد كان واليا على مدينة الجزائر ونواحيها من قبل أخيه أبي تاشفين الثاني. انتهى ملكه بعد عشرة أشهر من تتويجه بعدما ثار عليه أخوه أبو زيان الثاني وانتصر عليه مدعوما من بني مرين. اعتصم أبو الحجاج بحصن تاحجموت ثم فر بعدها إلى بني عامر فوجه له أبو زيان من اغتاله.